# Astridia velutina
Astridia velutina là một loài thực vật có hoa trong họ Phiên hạnh. Loài này được (L.Bolus) Dinter mô tả khoa học đầu tiên năm 1926.